# Louise Coldefy

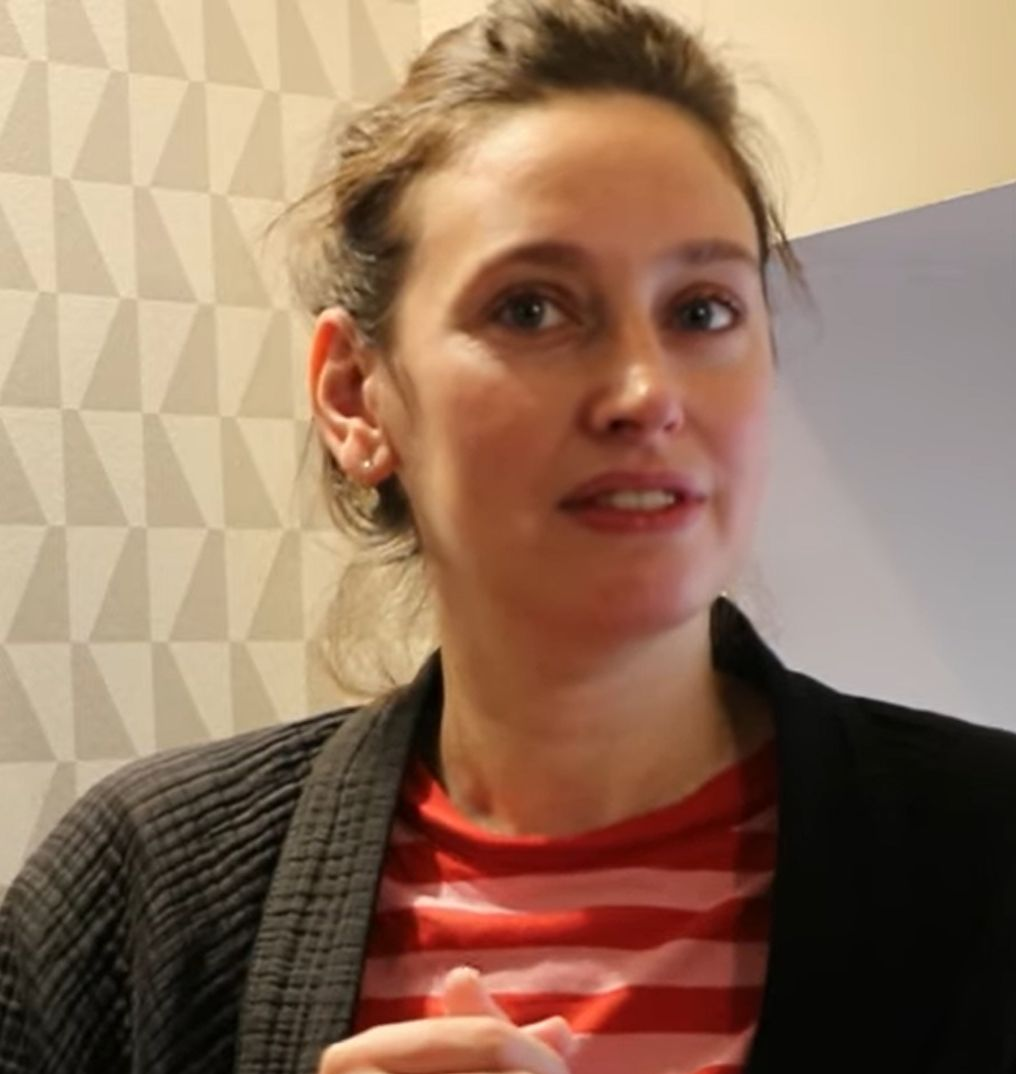
Louise Coldefy

Louise Coldefy (* 16. Mai 1987 in Paris) ist eine französische Schauspielerin.

## Leben
Coldefy besuchte im Alter von acht Jahren eine Grundschule in Suresnes, im Département Hauts-de-Seine. Anders als viele ihrer Mitschüler, begeisterte sie sich bereits in jungen Jahren für die Schauspielerei und nahm unter anderem an kleineren Theateraufführungen teil. Als sie den französischen Talentagenten Jean-Baptiste L'Herron kennenlernte, führte dieser sie zu verschiedenen Castings. Ihre erste kleine Rolle erhielt sie in Superstar, einem französisch-belgischen Filmdrama, unter der Regie von Xavier Giannoli. Von 1996 bis 2003 besuchte sie das städtische Konservatorium für Musik, Tanz und Theater in Suresnes. Im Anschluss daran bis 2005 die private Schauspielschule, Cours Florent, in Paris. Coldefy musste jedoch, in der Zeit von 2008 bis 2010, erneut an die Cours Florent, da diese eine Aufnahmeprüfung für das Conservatoire national supérieur d’art dramatique anbietet, welches sie im Anschluss daran besuchte.

## Filmografie
- 2005: Atelier CP4 Titus Andronicus
- 2007: L’Inscription
- 2008: Les Vraies Histoires sont Imaginaires
- 2009: Cabarets
- 2010: Lorenzaccio
- 2011: Kaboul Kitchen – (Fernsehserie, Canal+)
- 2011: Detectives – (Fernsehserie, France 2)
- 2011: Superstar – Regie: Xavier Giannoli
- 2012: La vie Domestique – Regie: Isabelle Czajka
- 2013–2018: Yes vous aime – (Fernsehserie)
- 2014: La Ritournelle – Regie: Marc Fitoussi
- 2015: Arnaud fait son deuxième film – Regie: Arnaud Viard[2]
- 2015: Maman a tort – Regie: Marc Fitoussi
- 2015: Familie auf Rezept (Ange et Gabrielle) – Regie: Anne Giafferi
- 2016: Sales Gosses – Regie: Frédéric Quiring
- 2016: Loue-Moi
- 2016–2020: Il revient quand Bertrand – (Webserie, Arte Creative)
- 2016: Five – Regie: Igor Gotesman
- 2018: Le gendre de ma vie
- 2020: Les apparences
- 2020: Zaï Zaï Zaï Zaï
- 2020: Aus der Spur (Dérapages, Fernsehserie)
- 2022: Menteur
- 2022: Mon héroïne
- 2023: Veuillez nous excuser pour la gêne occasionnée
- 2023: Avant que les flammes ne s'éteignent
- 2024: Super papa
- 2024: Fiasco (Fernsehserie)
- 2024: Sechs Richtige – Glück ist nichts für Anfänger (Heureux Gagnants)